# Tropheus polli
Tropheus polli Axelrod, 1977 è una specie di pesci d'acqua dolce appartenente alla famiglia Cichlidae, sottofamiglia Cichlasomatinae.

## Distribuzione e habitat
Questa specie è endemica del lago Tanganica, dove abita scogliere e fondali rocciosi della sponda centro-orientale.

## Descrizione
Presenta un corpo con fronte e ventre alto, peduncolo caudale sottile, pinna caudale a delta, delicatamente bilobata. La pinna dorsale è bassa e lunga, fino al peduncolo caudale. Le ventrali sono appuntite, le pinne pettorali allungate, dai vertici arrotondati. 

La livrea presenta uno spiccato dimorfismo sessuale: i maschi presentano l'intero corpo grigio-bluastro, con riflessi più o meno rosati, chiazze gialle su pinna dorsale e analee 8 delicate fasce brune verticali appena visibili lungo i fianchi. Le femmine invece hanno testa marrone e corpo attraversato dalle stesse 8 fasce verticali brune, molto marcate, separate da linee sottili giallo vivo, con pinne marroni o giallo vivo. In entrambi i sessi gli occhi sono azzurro elettrico.

Raggiunge una lunghezza massima di 16.5 cm

## Alimentazione
Questa specie si nutre prevalentemente di alghe e detriti vegetali presenti sulla pellicola biologica che si crea sulla superficie delle rocce sommerse: ogni individuo passa quasi tutto il suo tempo a brucare, essendo un alimento poco nutritivo. Il suo apparato digerente è molto lungo.

## Acquariofilia
Diffusi in commercio, sono ricercati ed allevati dagli appassionati di ciclidi del Tanganica. 
In acquario si è dimostrato molto aggressivo nei confronti dei conspecifici, meno
verso le altre specie. Si riproduce a temperature di 26-28 °C, deponendo da 5 a
17 uova ed è di difficile reperimento in commercio.

## Pericolo di estinzione
T. polli è iscritto dal 2006 alla IUCN Red List come vulnerabile a causa della cattura per l'acquariofilia e della sedimentazione dei fondali